# Sally Fitzgibbons
Sally Fitzgibbons est une surfeuse professionnelle australienne née le 19 décembre 1990 à Nowra dans l'État de Nouvelle-Galles du Sud en Australie.

## Biographie
Sally a commencé le surf à l'âge de 6 ans. Elle se fait connaitre en 2008. Elle se qualifie pour le WCT 2009 dès la 6e épreuve.

## Palmarès et Résultats

### Titres
- 2008 : Championne du monde WQS (qualification pour le Women's World Tour 2009 (dès le mois de juin 2008, après 6 épreuves sur 14)[1])
- 2008 : Championne du monde Junior ASP
- 2008 : Championne WQS ASP Australia
- 2008 : Championne Junior ASP Australasia
- 2007 : Championne du monde Junior ISA au Portugal
- 2007 : Championne Junior ASP Australasia

### Autres podiums
- 2008 : 3e au championnat WQS ASP North America
- 2006 : Vice-championne du monde Junior ISA au Brésil

### Victoires
- 2008 : Roxy Pro Womens Surfing Festival, Phillip Island, Victoria (WQS)
- 2008 : Arrive Alive Central Coast Pro, Soldiers Beach, Nouvelle-Galles du Sud (WQS)
- 2015 :
  - 1re du Fiji Women's Pro à Tavarua (Fidji)[2]
  - 3e du Cascais Women's Pro à Cascais (Portugal)[3]
- 2017 : 1re du Drug Aware Margaret River Pro - Women's
- 2019 : 1re du Oi Rio Pro

### Junior[4]
- 2007 : Brothers Neilsen Pro Junior
- 2007 : Billabong Pro Junior - Wollongong
- 2006 : Billabong Pro Junior - Wollongong
- 2006 : Billabong Pro Junior - Newcastle

### Sa saison 2009 ASP World Tour
2009 est sa 1re année dans l'ASP World Tour
| Date                      | Compétition             | place | points |
| ------------------------- | ----------------------- | ----- | ------ |
| 28 février-11 mars        | Roxy Pro                | 9     | 360    |
| 8 avril-13 avril          | Rip Curl Pro            | 3     | 756    |
| 10 septembre-18 septembre | Billabong Girls Pro Rio |       |        |
| 14 octobre-19 octobre     | Beachley Classic        | 9     | 360    |
| 26 octobre-30 octobre     | Rip Curl Pro Search     | 5     | 552    |
| 3 novembre-8 novembre     | Movistar Peru Classic   | 3     | 756    |
| 25 novembre-6 décembre    | World Cup Sunset Beach  | 2     | 972    |
| 8 décembre-20 décembre    | Billabong Pro Maui      | 3     | 756    |
|                           | classement provisoire   | 5     | 4 188  |

Actuellement en position de requalifié pour l'ASP World Tour 2010

## Sa saison 2008

### WQS
- 2e Billabong ECO Surf Festival, Praia do Forte, Bahia, Brésil (5* WQS en juin)
- 5e Drug Aware Pro, Margaret River, Ouest Australie (6* WQS en avril)
- 2e Midori Pro, Merewether, Newcastle, Nouvelle-Galles du Sud, Australie (6* WQS en mars)
- 1er Arrive Alive Central Coast Pro, Soldiers Beach, Nouvelle-Galles du Sud, Australie (4* WQS en mars)
- 1er Roxy Pro Womens Surfing Festival, Phillip Island, Victoria, Australie (6* WQS en janvier)

### Junior
- 1er Brothers Neilsen Pro Junior, Gold Coast, Queensland, Australie
- 2e Newcastle Pro Junior, Nouvelle-Galles du Sud, Australie
- 2e Coffs Harbour Pro Junior, Nouvelle-Galles du Sud, Australie
- 1er Roxy Surf Festival Pro Junior, Phillip Island, Victoria, Australie
- 1er Osmosis Pro Junior Gunnamatta, Victoria, Australie
- 3e Jetty Surf Pro Junior Bells Beach,(battue en 1/2 par Lee-Ann Curren)

## Classement
| Année             | 2010 | 2011 | 2012 | 2013 | 2014 | 2015 | 2016 | 2017 | 2018 |
| ----------------- | ---- | ---- | ---- | ---- | ---- | ---- | ---- | ---- | ---- |
| Qualifying Series | 1er  | 15e  | 11e  | 6e   | 109e | 92e  | 21e  | 43e  | 204e |
| Championship Tour | 2e   | 2e   | 2e   | 3e   | 4e   | 3e   | 8e   | 3e   | 6e   |